# Thomas Watling

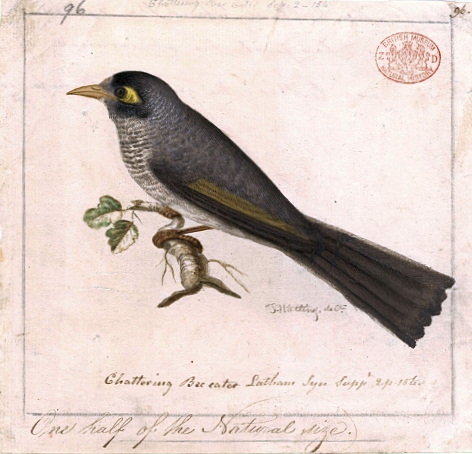
"Chattering bee-eater" eller
"Noisy Miner" (Larmhonungsstare).
Illustration från 1792

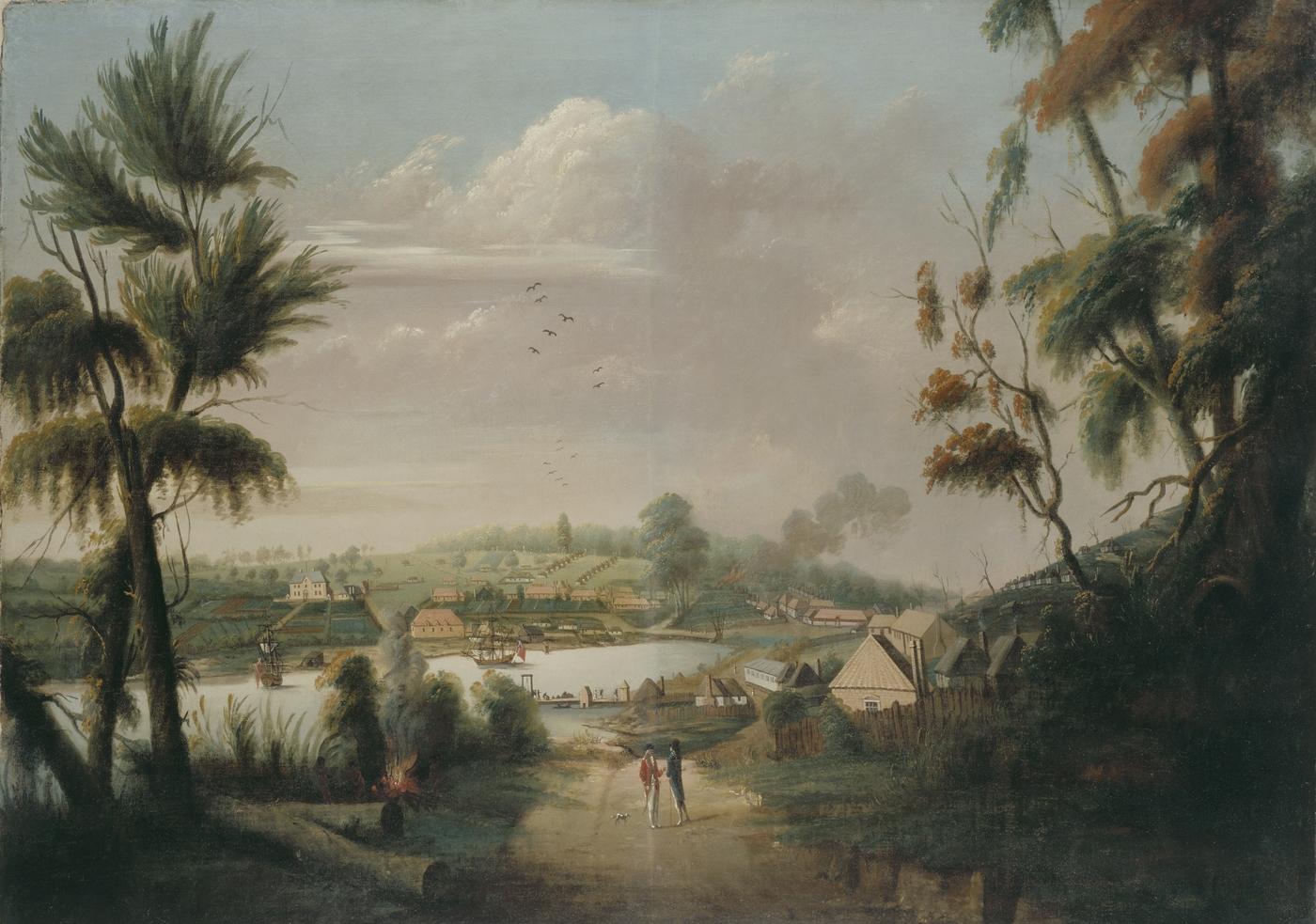
"Sydney Cove" 1794
ifrågasatt oljemålning.

Thomas Watling född 19 september 1762 i Dumfries i Skottland, död omkring 1814, var en skotsk-australisk konstnär och illustratör.
Efter anklagelser om falskmynteri 1792 deporterades han som straffånge till Sydney i den nybildade kolonin New South Wales. I Sydney fick han anställning hos John White, kolonins chefsläkare, för att illustrera landets flora och fauna. 1796 blev han benådad av kolonins andra guvernör John Hunter.
År 1800 återvände han till Skottland och 1806 var han återigen åtalad för förfalskning men frikändes i brist på bevis. Efter detta flyttade han tillsammans med sin son till London. Här levde han under svåra förhållanden med en försämrad hälsa. Var och när han avled är inte känt.
Thomas Watling är främst känd för sina landskapsmålningar från det tidiga koloniala Australien. En attribuerad målning från 1794 är satt i fråga om den är av hans hand eftersom det är en oljemålning. Andra koloniala konstnärer tycks inte ha arbetat med oljefärger före 1812.